# 木ノ又大日

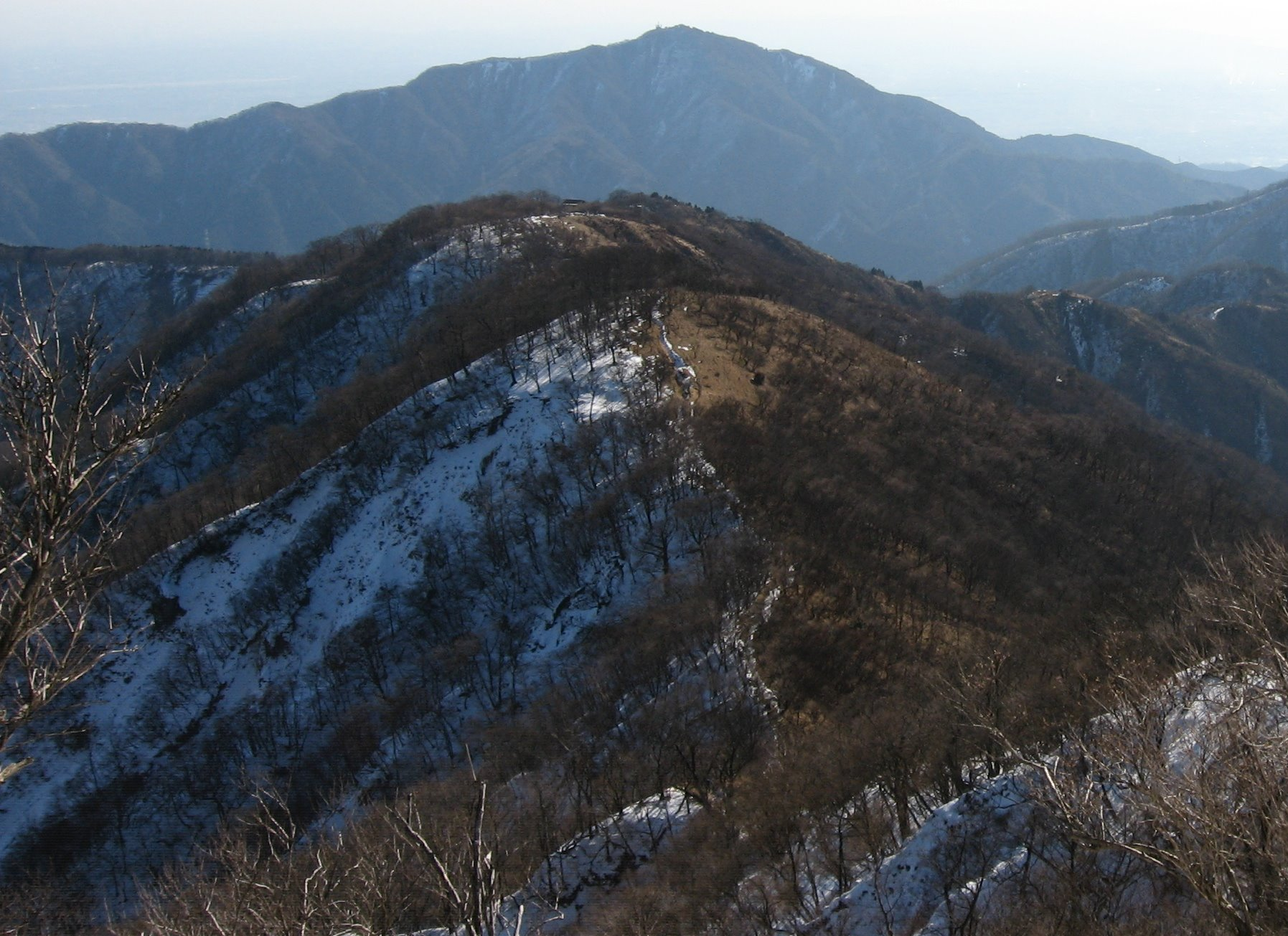
塔ノ岳より木ノ又大日。奥に見えるのは大山

木ノ又大日（きのまただいにち）は丹沢山地の表尾根にある標高1,396mの山で、塔ノ岳よりおよそ700m東に位置する。神奈川県秦野市と清川村の境界上あり、丹沢大山国定公園に属する。

## 登山施設

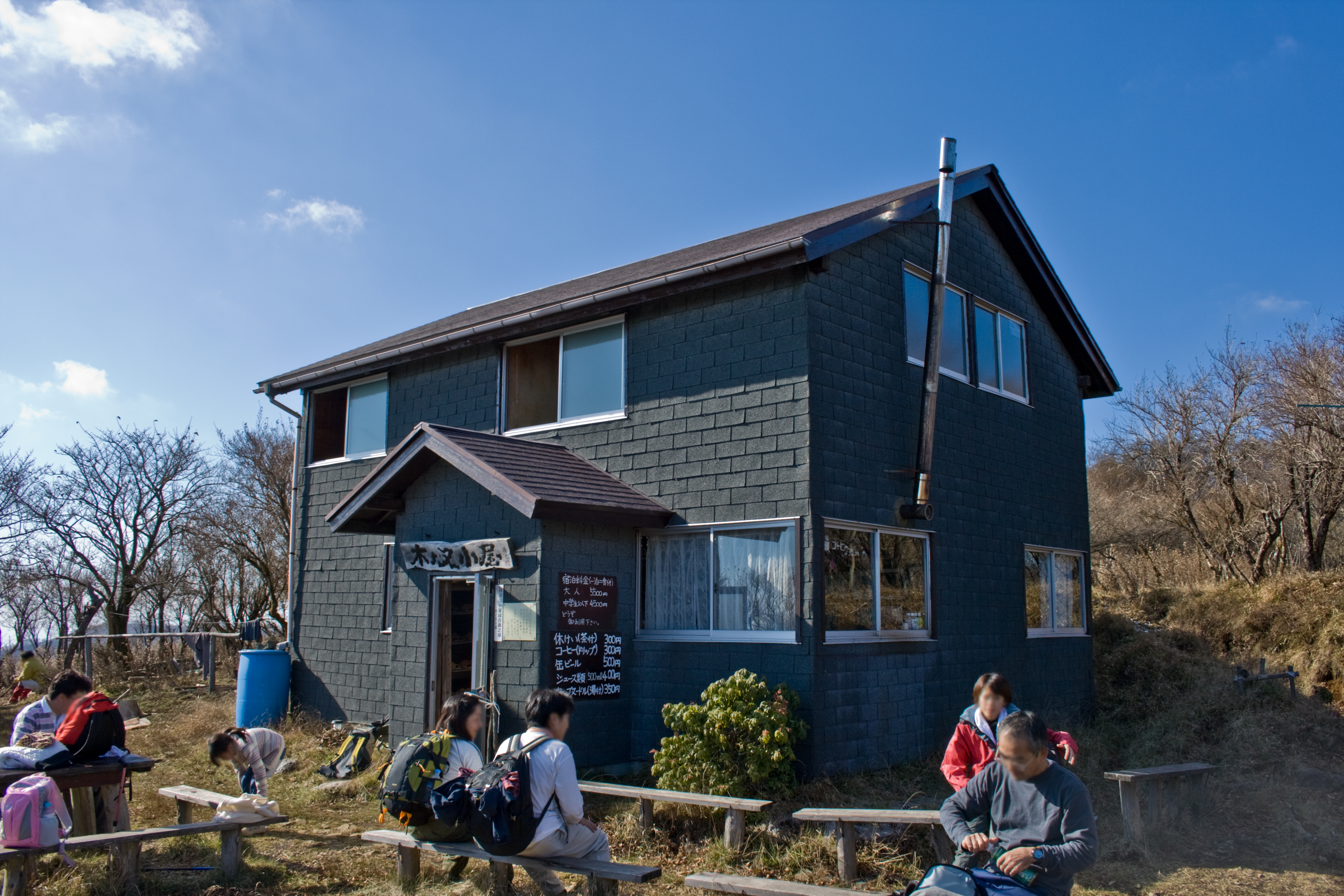
木ノ又小屋

- 木ノ又小屋

## 周辺の山
- 塔ノ岳（1,491m）
- 新大日（1,340m）
- 行者岳（1,209m）